# Lliga catalana de bàsquet masculina 1983-1984
Fou la 4a edició de la Lliga catalana de bàsquet. Es va detectar un cert desinterès tant en els aficionats com en els clubs pel que fa la competició, ja que començava a fer difícil convinar amb els partits de preparació de pretemporada. Aquesta competició fou l'última que jugar el Círcol com a equip professional, suprimint la secció per motius econòmics un cop començada la lliga ACB, on el seu equip passaria a jugar a Santa Coloma de Gramenet com a CB Santa Coloma amb el patrocini de Licor 43, dedicant-se l'entitat sociocultural badalonina a la pràctica del bàsquet de formació i amateur com una secció més.

## Fase de grups

### Grup A
| Pos | Equip        | J | G | P | P.F. | P.C. | +/- | Classificació            |
| --- | ------------ | - | - | - | ---- | ---- | --- | ------------------------ |
| 1   | Barcelona    | 4 | 4 | 0 | 396  | 324  | +72 | Classificat per la final |
| 2   | L'Hospitalet | 4 | 1 | 3 | 321  | 361  | -40 |                          |
| 3   | Manresa      | 4 | 1 | 3 | 341  | 373  | -32 |                          |

| Local \ Visitant | BAR    | HOS   | MAN    |
| FC Barcelona     |        | 98-77 | 110-94 |
| CB L'Hospitalet  | 69-100 |       | 98-75  |
| Manresa EB       | 84-88  | 88-77 |        |

### Grup B
| Pos | Equip      | J | G | P | P.F. | P.C. | +/- | Classificació            |
| --- | ---------- | - | - | - | ---- | ---- | --- | ------------------------ |
| 1   | Granollers | 4 | 3 | 1 | 351  | 352  | -1  | Classificat per la final |
| 2   | Joventut   | 4 | 2 | 2 | 337  | 326  | +11 |                          |
| 3   | Círcol     | 4 | 1 | 3 | 353  | 463  | -10 |                          |

| Local \ Visitant           | GRA   | JOV   | CIR     |
| CB Granollers              |       | 92-88 | 105-101 |
| Club Joventut de Badalona  | 72-73 |       | 92-76   |
| Círcol Catòlic de Badalona | 91-81 | 83-85 |         |

## Final
| 15 setembre 1983 | FC Barcelona                       | '86'–85 | CB Granollers | Palau Municipal d'Esports, Barcelona Assistència: 2.000 espectadors Àrbitres: Sanchis, Galerón |
| 15 setembre 1983 | Resultat per meitats: 46–40, 40–45 |         |               | Palau Municipal d'Esports, Barcelona Assistència: 2.000 espectadors Àrbitres: Sanchis, Galerón |
| 15 setembre 1983 | Pts: San Epifanio 30               |         | Pts: Jones 23 | Palau Municipal d'Esports, Barcelona Assistència: 2.000 espectadors Àrbitres: Sanchis, Galerón |

| Barcelona |  | Granollers |

| B            | 7         | Ignacio Solozábal         | 8  |
| A            | 15        | Juan Antonio San Epifanio | 30 |
| A            | 6         | Cándido Sibilio           | 18 |
| P            | 10        | Marcelous Starks          | 12 |
| P            | 14        | Michael Davis             | 13 |
| Suplents:    | Suplents: | Suplents:                 | P  |
| P            | 4         | Luis Miguel Santillana    | 0  |
| B            | 5         | Arturo Fernández          | 2  |
| A            | 9         | Pedro Ansa                | 0  |
| P            | 11        | Juan Domingo de la Cruz   | 3  |
| Entrenador:  |           |                           |    |
| Antoni Serra |           |                           |    |

| Campió de la Lliga Catalana 1983 |
| -------------------------------- |
| FC Barcelona Quart títol         |

| E            | 5         | Jordi Puig           | 0   |
| A            | 11        | Miguel Ángel Lete    | 10  |
| A            | 12        | Richard Miller       | 14  |
| P            | 9         | Javier Mendiburu     | 18  |
| P            | 14        | Albert Jones         | 23  |
| Suplents:    | Suplents: | Suplents:            | P   |
| A            | 4         | Josep Pujolràs       | NVP |
| A            | 7         | Francisco Dosaula    | 0   |
| B            | 10        | Joan Creus           | 16  |
| A            | 11        | Juan Ramon Fernández | 4   |
| A            | 13        | Nicola Frzop         | NVP |
| Entrenador:  |           |                      |     |
| Jesús Codina |           |                      |     |